# ژوزف لوپی
ژوزف لوپی (انگلیسی: Joseph Lopy؛ زادهٔ ۱۵ مارس ۱۹۹۲) بازیکن فوتبال اهل سنگال است که در حال حاضر برای باشگاه فوتبال آنژه بازی می‌کند. 
از باشگاه‌هایی که در آن بازی کرده است می‌توان به باشگاه فوتبال سوشو اشاره کرد.
وی همچنین در تیم‌های ملی فوتبال زیر ۲۳ سال سنگال و سنگال بازی کرده است.